# Xysticus conflatus
Xysticus conflatus là một loài nhện trong họ Thomisidae.
Loài này thuộc chi Xysticus. Xysticus conflatus được miêu tả năm 1995 bởi Da-xiang Song, Guo Tang & Zhu.